# Metylovice
Metylovice är en ort i Tjeckien. Den ligger i den östra delen av landet, 290 km öster om huvudstaden Prag. Metylovice ligger 370 meter över havet och antalet invånare är 1 534.
Terrängen runt Metylovice är kuperad åt sydväst, men åt nordost är den platt.Runt Metylovice är det ganska tätbefolkat, med 214 invånare per kvadratkilometer. Närmaste större samhälle är Frýdek-Místek, 8,5 km norr om Metylovice. I omgivningarna runt Metylovice växer i huvudsak blandskog.